# ヴァレリー・クリモフ
ヴァレリー・アレクサンドロヴィチ・クリモフ（露: Валерий Александрович Климов；英語: Valery Alexandrovich Klimov、1931年10月16日 キエフ - 2022年）はウクライナ出身のソビエト連邦、ロシアのヴァイオリニスト。ソ連人民芸術家（1989年授与）。

## 経歴
父親に手ほどきを受けたあと、オデッサのストリャルスキー音楽学校でヴァイオリンを学ぶ。1951年にキエフ音楽院に入学、その後、モスクワ音楽院に進みダヴィッド・オイストラフに師事した。在学中から演奏活動を始め、数多くの音楽コンクールに参加、1951年、ベルリンで開催された世界青年学生祭典での入賞を皮切りに、1955年のロン＝ティボー国際コンクールで第6位入賞、1956年のプラハの春国際音楽コンクールで優勝、1958年の第1回チャイコフスキー国際コンクールで優勝したことにより、第一級のヴァイオリニストとして認められ、世界各地で活躍するようになる。
演奏活動とともに教育にも力を入れ、各国で講座を開いている。1974年のオイストラフの死により、その後を受けてモスクワ音楽院で、また、1989年からはザールブリュッケン音楽大学でそれぞれヴァイオリン教授を務めた。
1962年にロシア連邦共和国功労芸術家、1971年にロシア連邦共和国人民芸術家、1989年にソ連人民芸術家の称号を授与されている。
2022年に没。
メロディアにベートーヴェン、メンデルスゾーン、ハチャトゥリアンなどの協奏曲をはじめ、数多くの録音を残している。

## 家族・親族
- 父はキーロフ歌劇場の指揮者を務めたアレクサンドル・クリモフ。